# Príboj
Príboj je národní přírodní rezervace v oblasti NAPANT. Nachází se v katastrálním území obcí Banská Bystrica a Slovenská Ľupča v okrese Banská Bystrica v Banskobystrickém kraji na Slovensku. Území bylo vyhlášeno či novelizováno v letech 1895, 1950, 1983 na rozloze 10,9600 ha. Ochranné pásmo nebylo stanoveno.